# Champignol-lez-Mondeville
Champignol-lez-Mondeville est une commune française, située dans le département de l'Aube en région Grand Est ; elle est membre de la communauté de communes de la Région de Bar-sur-Aube.
La commune qui comptait 1 331 habitants, appelés Champignolais, en 1851 a vu sa population décroître régulièrement et se stabiliser aux environs de 330 au XXIe siècle. Elle dispose d'un patrimoine architectural riche, trois monuments sont inscrits à l'inventaire des monuments historiques : l'ancienne maison seigneuriale, la grange de Sermoise et la chapelle de l'Annonciation de Mondeville.

## Géographie
| Bligny          | Urville                      | Arconville                   |
| Vitry-le-Croisé | Champignol-lez-Mondeville    | Ville-sous-la-Ferté          |
| Saint-Usage     | Villars-en-Azois Haute-Marne | Laferté-sur-Aube Haute-Marne |

### Localisation
La commune est située à 15 km de Bar-sur-Aube, chef-lieu de canton, à 53 km à l'est de Troyes et à 9 km de l'abbaye de Clairvaux.

### Géologie et relief
La superficie de la commune est de 4 417 hectares ; son altitude varie entre 226 et 372 mètres.
L'altitude maximale de 369,56 m fait de Champignol-lez-Mondeville la commune la plus haute de l'Aube.
Champignol-lez-Mondeville se situe dans le « Barrois viticole », secteur où le plateau calcaire est fréquemment interrompu par de nombreuses rivières qui ont taillé des vallées généralement encaissées et ont créé un paysage de coteaux. Cette succession de plateaux et vallées est constituée de sols très contrastés. Les plateaux ont un sol argilocalcaire, caillouteux et d’une épaisseur plus faible sur ses bordures. Les vallées ont des sols plus épais dans leur partie basse et presque inexistants dans leur partie haute.
Les coteaux, surmontés de forêts, sont couverts de vignes dont le cépage dominant est le pinot noir.

### Hydrographie
La commune est dans la région hydrographique « la Seine de sa source au confluent de l'Oise (exclu) » au sein du bassin Seine-Normandie. Elle est drainée par le Landion et le Fossé 01 de la Voie Méry,.
Le Landion, d'une longueur de 24 km, prend sa source dans la commune  et se jette  dans l'Aube à Dolancourt, après avoir traversé six communes.
En octobre 2013, le ru traversant le village a débordé, le niveau de l'eau montant précipitamment d'un mètre environ. L'état de catastrophe naturelle dû aux inondations et coulées de boue a été reconnu pour la période du 14 octobre 2013 au 15 octobre 2013.

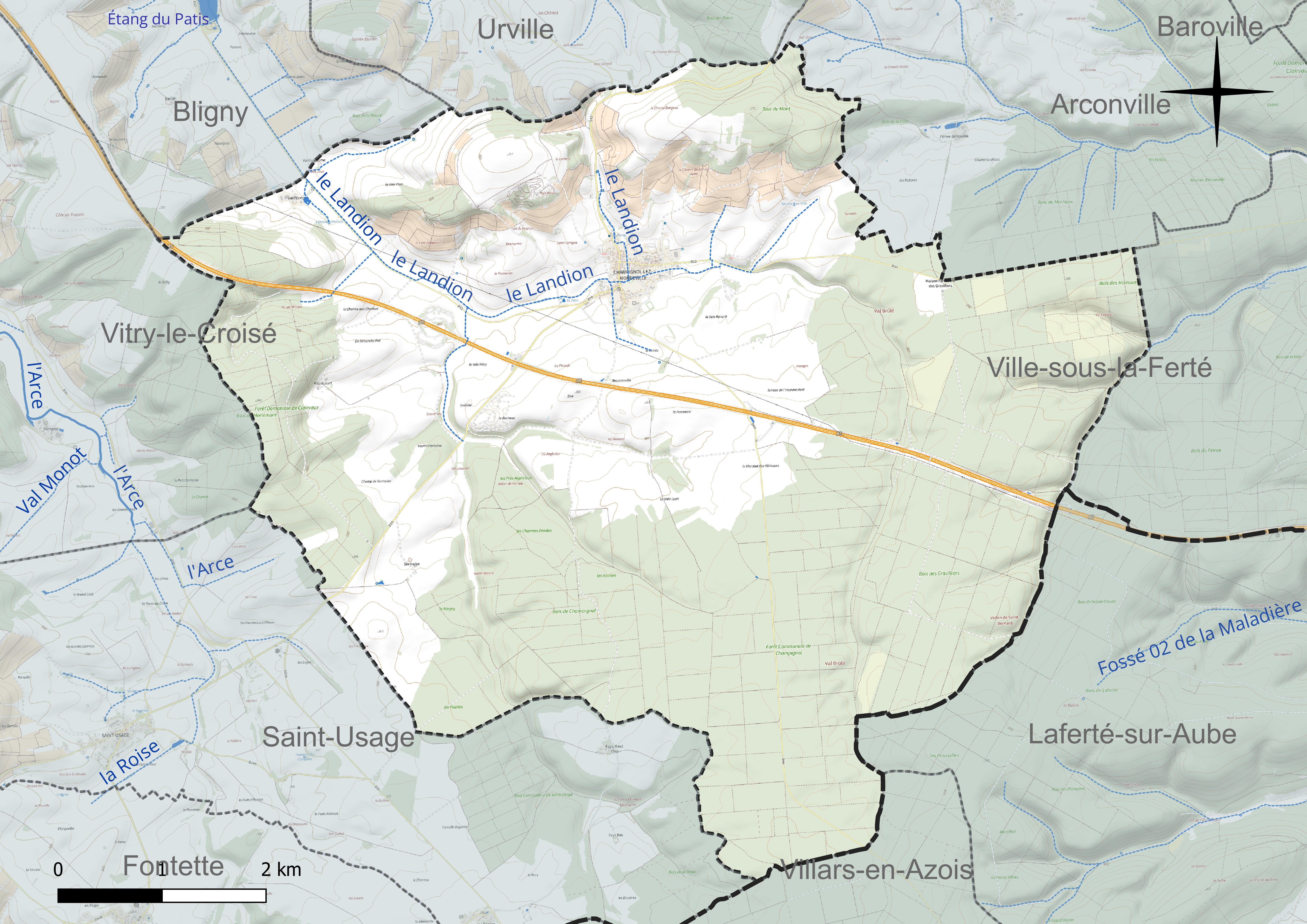
Réseau hydrographique de Champignol-lez-Mondeville.

### Climat
Pour des articles plus généraux, voir Climat du Grand Est et Climat de l'Aube.
En 2010, le climat de la commune est de type climat des marges montargnardes, selon une étude du Centre national de la recherche scientifique s'appuyant sur une série de données couvrant la période 1971-2000. En 2020, Météo-France publie une typologie des climats de la France métropolitaine dans laquelle la commune est exposée à un climat océanique altéré et est dans la région climatique Lorraine, plateau de Langres, Morvan, caractérisée par un hiver rude (1,5 °C), des vents modérés et des brouillards fréquents en automne et hiver.
Pour la période 1971-2000, la température annuelle moyenne est de 10,3 °C, avec une amplitude thermique annuelle de 16 °C. Le cumul annuel moyen de précipitations est de 890 mm, avec 12,7 jours de précipitations en janvier et 8,9 jours en juillet. Pour la période 1991-2020, la température moyenne annuelle observée sur la station météorologique de Météo-France la plus proche, « Cunfin_sapc », sur la commune de Cunfin à 11 km à vol d'oiseau, est de 11,0 °C et le cumul annuel moyen de précipitations est de 900,4 mm. 
La température maximale relevée sur cette station est de 41 °C, atteinte le 31 juillet 1983 ; la température minimale est de −21 °C, atteinte le 17 janvier 1985,,.
Les paramètres climatiques de la commune ont été estimés pour le milieu du siècle (2041-2070) selon différents scénarios d'émission de gaz à effet de serre à partir des nouvelles projections climatiques de référence DRIAS-2020. Ils sont consultables sur un site dédié publié par Météo-France en novembre 2022.

### Voies de communication et transports
La commune est située au croisement des routes départementales nos 12, 44 et 70.
Le territoire communal est traversé par l'autoroute A5.

## Urbanisme

### Typologie
Au 1er janvier 2024, Champignol-lez-Mondeville est catégorisée commune rurale à habitat dispersé, selon la nouvelle grille communale de densité à 7 niveaux définie par l'Insee en 2022.
Elle est située hors unité urbaine. Par ailleurs la commune fait partie de l'aire d'attraction de Bar-sur-Aube, dont elle est une commune de la couronne,. Cette aire, qui regroupe 43 communes, est catégorisée dans les aires de moins de 50 000 habitants,.

### Occupation des sols
L'occupation des sols de la commune, telle qu'elle ressort de la base de données européenne d’occupation biophysique des sols Corine Land Cover (CLC), est marquée par l'importance des forêts et milieux semi-naturels (58,2 % en 2018), une proportion sensiblement équivalente à celle de 1990 (58,4 %). La répartition détaillée en 2018 est la suivante : 
forêts (58,2 %), terres arables (34,7 %), cultures permanentes (3,2 %), prairies (2,5 %), zones urbanisées (0,9 %), zones agricoles hétérogènes (0,6 %). L'évolution de l’occupation des sols de la commune et de ses infrastructures peut être observée sur les différentes représentations cartographiques du territoire : la carte de Cassini (XVIIIe siècle), la carte d'état-major (1820-1866) et les cartes ou photos aériennes de l'IGN pour la période actuelle (1950 à aujourd'hui).

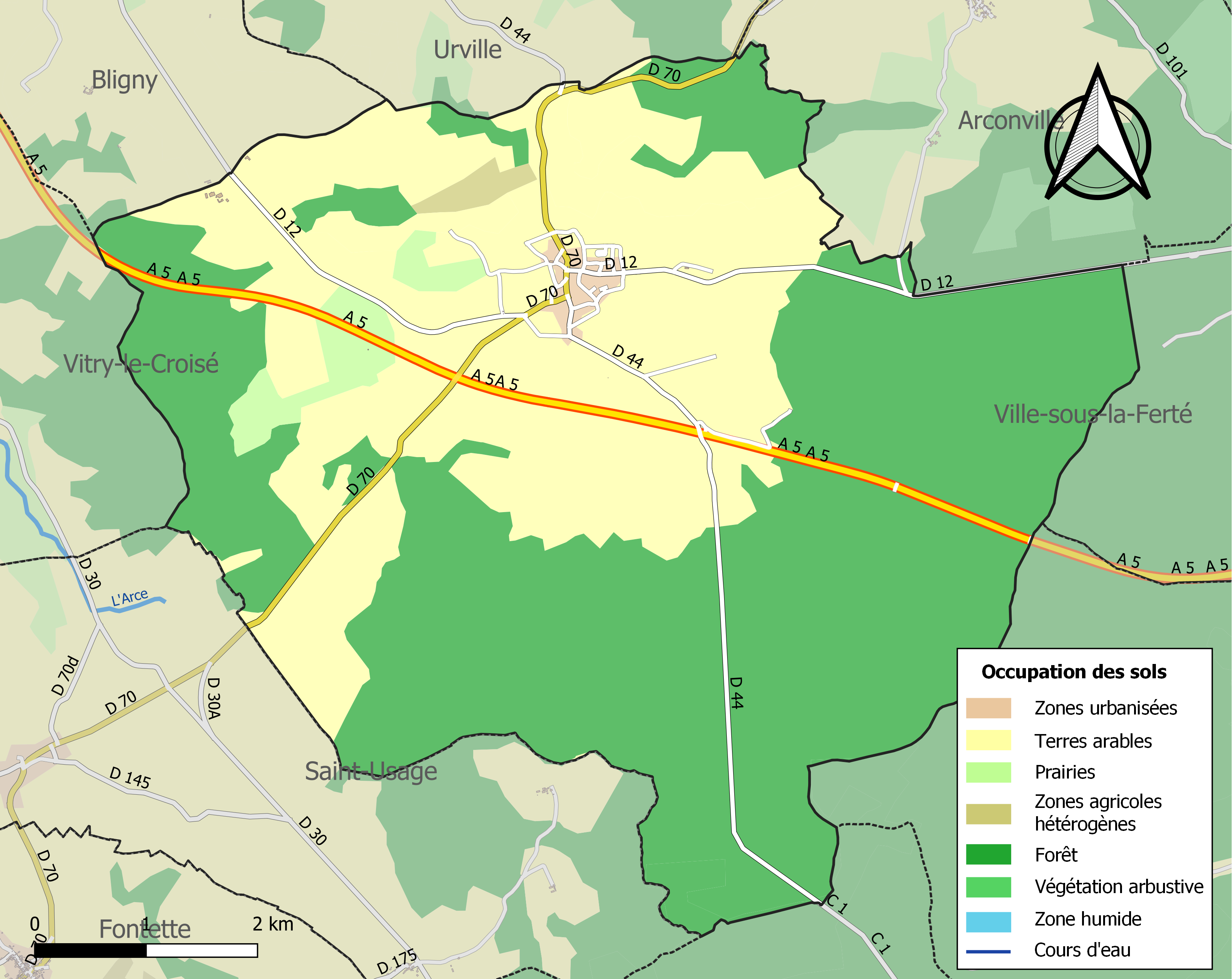
Carte des infrastructures et de l'occupation des sols de la commune en 2018 (CLC).

### Logement
Les maisons sont bâties en pierre calcaire locale, typique de la région.
En 2009, le nombre total de logements dans la commune était de 203, alors qu'il était de 186 en 1999.
Parmi ces logements, 70,2 % étaient des résidences principales, 14,4 % des résidences secondaires et 15,4 % des logements vacants. Ces logements étaient en totalité des maisons individuelles.
La proportion des résidences principales, propriétés de leurs occupants était de 86,4 %, en très légère hausse par rapport à 1999 (85,6 %).

### Projets d'aménagements
Après l'enfouissement des réseaux et la création d'un columbarium en 2013, la municipalité a lancé en 2014 la réfection du lavoir de la place du Général-Leclerc et sa transformation en salle de réunion. Elle a également réalisé un lotissement,.

## Toponymie
Les linguistes Albert Dauzat et Gérard Taverdet citent le nom Campaniola dans un cartulaire de l'abbaye de Molème en 1084.
Le nom de la commune était Champignol jusqu'en 1919 puis Champignol-lez-Mondeville en souvenir du village proche Mondeville, détruit durant la guerre de Cent Ans et dont ne subsiste que la chapelle.

## Histoire
Des prospections aériennes ont révélé l'existence d'un enclos circulaire protohistorique et de bâtiments gallo-romains.
L’histoire de la commune est très liée à celle de l'abbaye de Clairvaux, distante de 9 kilomètres, dont les moines possédaient la majorité des terres du finage avec quatre granges, la maison seigneuriale, les pressoirs et les moulins.

Fanfare de Champignol
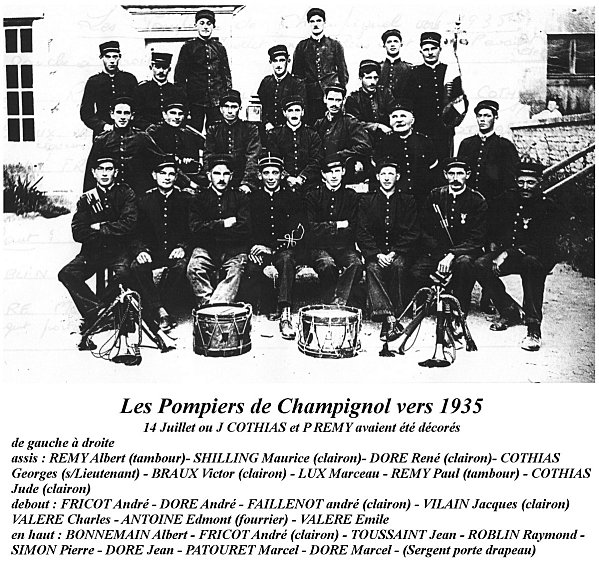
1935
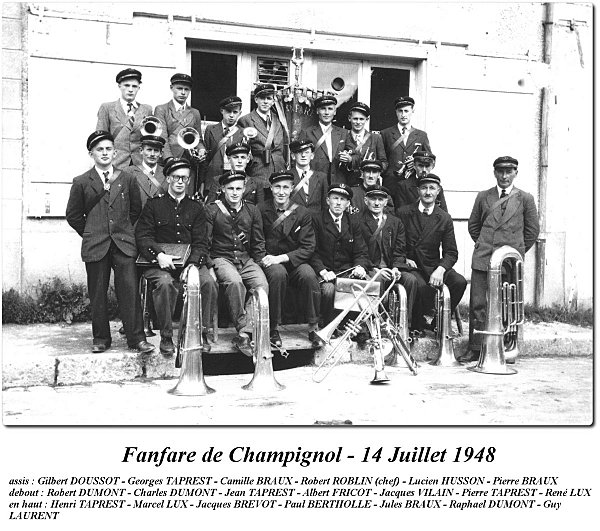
1948

## Politique et administration

### Tendances politiques et résultats
Au second tour de l'élection présidentielle de 2007, 74,75 % des suffrages se sont exprimés pour Nicolas Sarkozy (UMP), 25,25 % pour Ségolène Royal (PS), avec un taux de participation de 88,57 %.
Au second tour de l'élection présidentielle de 2012, 69,74 % des suffrages se sont exprimés pour Nicolas Sarkozy (UMP), 30,26 % pour François Hollande (PS), avec un taux de participation de 82,54 %.

### Administration municipale
Le nombre d'habitants de la commune étant compris entre 100 et 500, le nombre de membres du conseil municipal est de 11.

### Liste des maires
| Période                                  | Période   | Identité                                       | Étiquette | Qualité |
| ---------------------------------------- | --------- | ---------------------------------------------- | --------- | ------- |
| Les données manquantes sont à compléter. |           |                                                |           |         |
| avant 1857                               |           | Lebœuf                                         |           |         |
| mars 2001                                | mars 2008 | André Binon                                    |           |         |
| mars 2008                                | En cours  | Fabrice Antoine Réélu pour le mandat 2020-2026 | DVD       | Employé |

### Instances judiciaires et administratives
Champignol-lez-Mondeville relève du tribunal d'instance de Troyes, du tribunal de grande instance de Troyes, de la cour d'appel de Reims, du tribunal pour enfants de Troyes, du conseil de prud'hommes de Troyes, du tribunal de commerce de Troyes, du tribunal administratif de Châlons-en-Champagne et de la cour administrative d'appel de Nancy.

### Politique environnementale
La commune s'est dotée d'un assainissement collectif avec une station d'épuration en 1992. Un tri sélectif a été mis en place (ordures ménagères, tri sélectif, verre, encombrants). La collecte, la valorisation et l'élimination des déchets sont assurés par la communauté de communes de la Région de Bar-sur-Aube.
En 2013, la commune a reçu une fleur au concours des villes et villages fleuris,. La commune est ainsi récompensé du fleurissement réalisé, pour mettre en valeur les monuments, offrir un cadre de vie plus agréable et convivial pour la population ainsi qu'un accueil attrayant pour les touristes.

### Finances locales
De 2008 à 2013, la gestion municipale a permis de maintenir la capacité d'autofinancement nette du remboursement en capital des emprunts à un taux par habitant très supérieur à celui des communes de même type :
| Année | Dans la commune | Moyenne de la strate |
| ----- | --------------- | -------------------- |
| 2008  | 483 €           | 112 €                |
| 2009  | 351 €           | 110 €                |
| 2010  | 287 €           | 112 €                |
| 2011  | 537 €           | 139 €                |
| 2012  | 367 €           | 150 €                |

### Jumelages
Au 4 mars 2014, Champignol-lez-Mondeville n'est jumelée avec aucune commune.

## Population et société

### Démographie
Les habitants de la commune sont appelés les Champignolais.

#### Évolution démographie
L'évolution du nombre d'habitants est connue à travers les recensements de la population effectués dans la commune depuis 1793. Pour les communes de moins de 10 000 habitants, une enquête de recensement portant sur toute la population est réalisée tous les cinq ans, les populations de référence des années intermédiaires étant quant à elles estimées par interpolation ou extrapolation. Pour la commune, le premier recensement exhaustif entrant dans le cadre du nouveau dispositif a été réalisé en 2007.

En 2022, la commune comptait 259 habitants, en évolution de −11 % par rapport à 2016 (Aube : +0,7 %, France hors Mayotte : +2,11 %).
| 1793 | 1800 | 1806  | 1821  | 1831  | 1836  | 1841  | 1846  | 1851  |
| ---- | ---- | ----- | ----- | ----- | ----- | ----- | ----- | ----- |
| 735  | 967  | 1 074 | 1 124 | 1 185 | 1 268 | 1 338 | 1 325 | 1 331 |

| 1856  | 1861  | 1866  | 1872  | 1876  | 1881  | 1886 | 1891 | 1896 |
| ----- | ----- | ----- | ----- | ----- | ----- | ---- | ---- | ---- |
| 1 227 | 1 273 | 1 224 | 1 107 | 1 062 | 1 015 | 989  | 935  | 907  |

| 1901 | 1906 | 1911 | 1921 | 1926 | 1931 | 1936 | 1946 | 1954 |
| ---- | ---- | ---- | ---- | ---- | ---- | ---- | ---- | ---- |
| 774  | 760  | 671  | 588  | 540  | 460  | 523  | 511  | 457  |

| 1962 | 1968 | 1975 | 1982 | 1990 | 1999 | 2006 | 2007 | 2012 |
| ---- | ---- | ---- | ---- | ---- | ---- | ---- | ---- | ---- |
| 398  | 393  | 333  | 331  | 288  | 305  | 335  | 339  | 315  |

| 2017 | 2022 | - | - | - | - | - | - | - |
| ---- | ---- | - | - | - | - | - | - | - |
| 276  | 259  | - | - | - | - | - | - | - |

#### Pyramide des âges
En 2021, le taux de personnes d'un âge inférieur à 30 ans s'élève à 25,2 %, soit en dessous de la moyenne départementale (35,0 %). À l'inverse, le taux de personnes d'âge supérieur à 60 ans est de 29,2 % la même année, alors qu'il est de 28,2 % au niveau départemental.
En 2021, la commune comptait 137 hommes pour 121 femmes, soit un taux de 53,10 % d'hommes, largement supérieur au taux départemental (48,70 %).
Les pyramides des âges de la commune et du département s'établissent comme suit :
| Hommes | Classe d’âge | Femmes |
| ------ | ------------ | ------ |
| 2,1    | 90 ou +      | 2,4    |
| 7,8    | 75-89 ans    | 13,6   |
| 14,8   | 60-74 ans    | 18,5   |
| 28,0   | 45-59 ans    | 30,4   |
| 16,1   | 30-44 ans    | 16,7   |
| 16,3   | 15-29 ans    | 10,8   |
| 14,9   | 0-14 ans     | 7,7    |

| Hommes | Classe d’âge | Femmes |
| ------ | ------------ | ------ |
| 0,8    | 90 ou +      | 2,1    |
| 7,4    | 75-89 ans    | 10,2   |
| 17,4   | 60-74 ans    | 18,4   |
| 19,4   | 45-59 ans    | 19     |
| 17,8   | 30-44 ans    | 17,3   |
| 18,3   | 15-29 ans    | 15,9   |
| 19     | 0-14 ans     | 17,1   |

### Enseignement
Champignol-lez-Mondeville est située dans l'académie de Reims.
L'école la plus proche est celle de Clairvaux située à 9 km. Les enfants de Champignol sont désormais scolarisés dans le Regroupement Pédagogique Intercommunal de Clairvaux (commune de Ville-sous-Laferté. Le collège et le lycée les plus proches sont à Bar-sur-Aube.

### Manifestations culturelles et festivités
Plusieurs milliers de visiteurs assistent chaque année au traditionnel championnat de moto-cross organisé au printemps dans la commune, sur le seul terrain homologué dans le secteur,

### Sports
La commune dispose d'un terrain multisports et d'un terrain de moto-cross.

### Médias
Les quotidiens régionaux L'Est-Éclair et Libération Champagne publient des informations locales concernant la commune.
La commune dispose d'un nœud de raccordement ADSL installé dans la commune, et dispose depuis 2023 de connexion à un réseau de fibre optique.

### Cultes
Seul le culte catholique est célébré à Champignol-lez-Mondeville. La commune est l'une des douze communes regroupées dans la paroisse « de Ville-sous-la-Ferté », l'une des neuf paroisses de l'espace pastoral « Côtes des Bar » au sein du diocèse de Troyes, le lieu de culte est l'église paroissiale Saint-Laurent.

## Économie

### Revenus de la population et fiscalité
En 2011, le revenu fiscal médian par ménage était de 31 934 €, ce qui plaçait Champignol-lez-Mondeville au 12 499e rang parmi les 31 886 communes de plus de 49 ménages en métropole.
En 2009, 46,6 % des foyers fiscaux n'étaient pas imposables.

### Emploi
En 2009, la population âgée de 15 à 64 ans s'élevait à 195 personnes, parmi lesquelles on comptait 77 % d'actifs dont 73,3 % ayant un emploi et 3,7 % de chômeurs.
On comptait 109 emplois dans la zone d'emploi, contre 87 en 1999. Le nombre d'actifs ayant un emploi résidant dans la zone d'emploi étant de 143, l'indicateur de concentration d'emploi est de 76 %, ce qui signifie que la zone d'emploi n'offre que trois emplois pour quatre habitants actifs.

### Entreprises et commerces
Au 31 décembre 2010, Champignol-lez-Mondeville comptait 59 établissements : 37 dans l’agriculture-sylviculture-pêche, 4 dans l'industrie, 4 dans la construction, 9 dans le commerce-transports-services divers et 5 étaient relatifs au secteur administratif.
En 2011, aucune entreprise n'a été créée à Champignol-lez-Mondeville.
Une scierie est installée à Champignol-lez-Mondeville.
L'agriculture est diversifiée. Avec une surface de production de 138 ha, Champignol est la sixième commune AOC du Barsuraubois. La forêt (2 590 ha, dont 1 020 ha de forêt communale, 4e commune boisée du département) représente le premier revenu de la commune grâce aux droits de chasse.[réf. nécessaire]

## Culture locale et patrimoine

### Lieux et monuments

#### Monuments remarquables
La commune compte trois monuments « inscrits » à l'inventaire des monuments historiques et aucun lieu ou monument répertorié à l'inventaire général du patrimoine culturel.
Par ailleurs, elle compte 28 objets répertoriés à l'inventaire des monuments historiques et 28 autres objets répertoriés à l'inventaire général du patrimoine culturel.
De l'ancienne maison seigneuriale construite au XIIIe siècle, ne subsiste en 2014 que la tour inscrite depuis le 26 avril 2010,.
L'ancienne grange de Sermoise a été créée autour de 1222-1235. Les bâtiments construits sur plan carré, l'ancienne bergerie-étable et l'édicule abritant une source, sont inscrits depuis le 12 novembre 2001,.
La chapelle de l'Annonciation de Mondeville daté des  XIIe et XIIIe siècles est inscrite depuis le 2 mars 1927. Cette chapelle renferme neuf objets répertoriés à l'inventaire des monuments historiques et quatre objets répertoriés à l'inventaire général du patrimoine culturel.

Chapelle de l'Annonciation de Mondeville
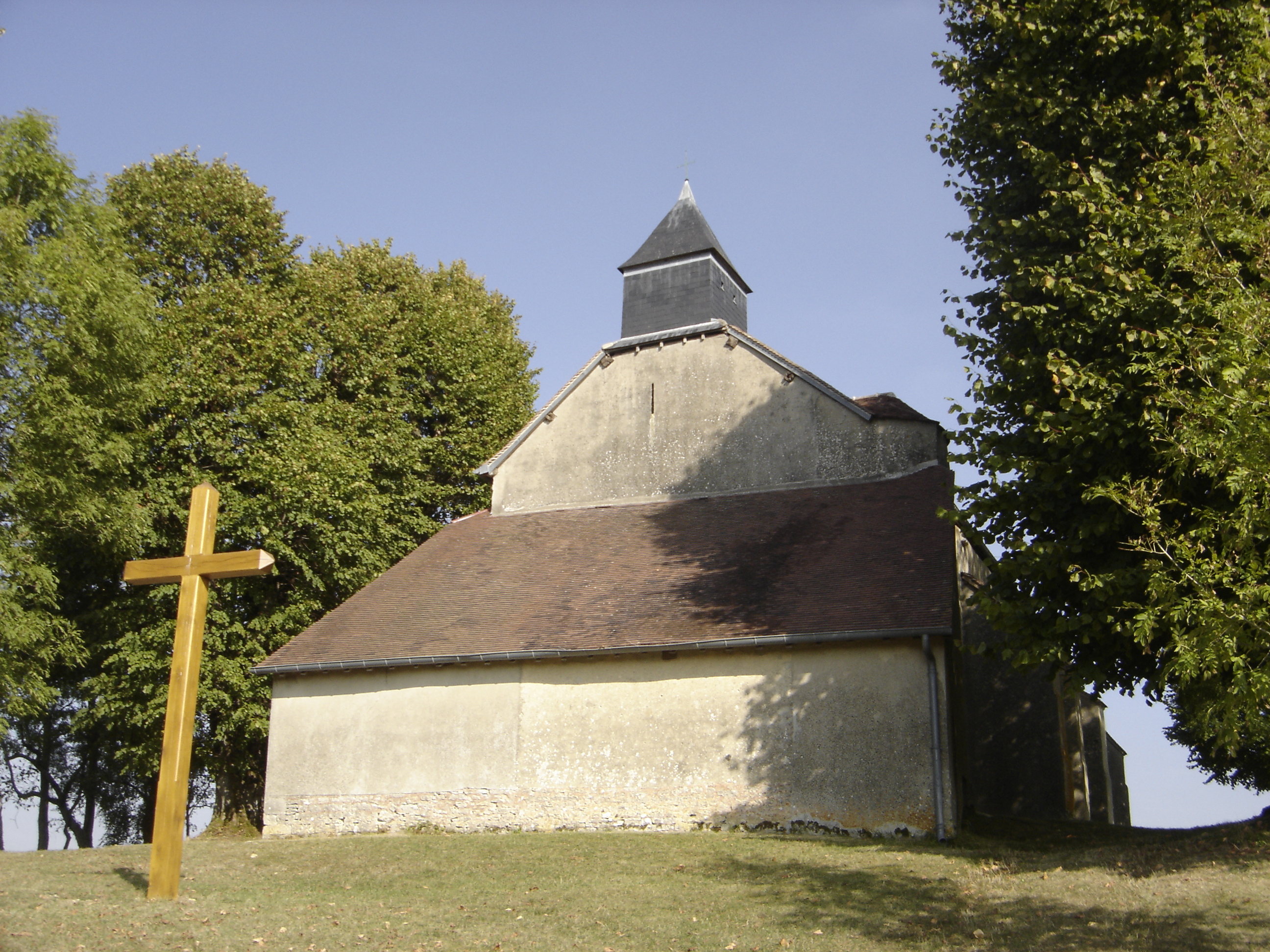
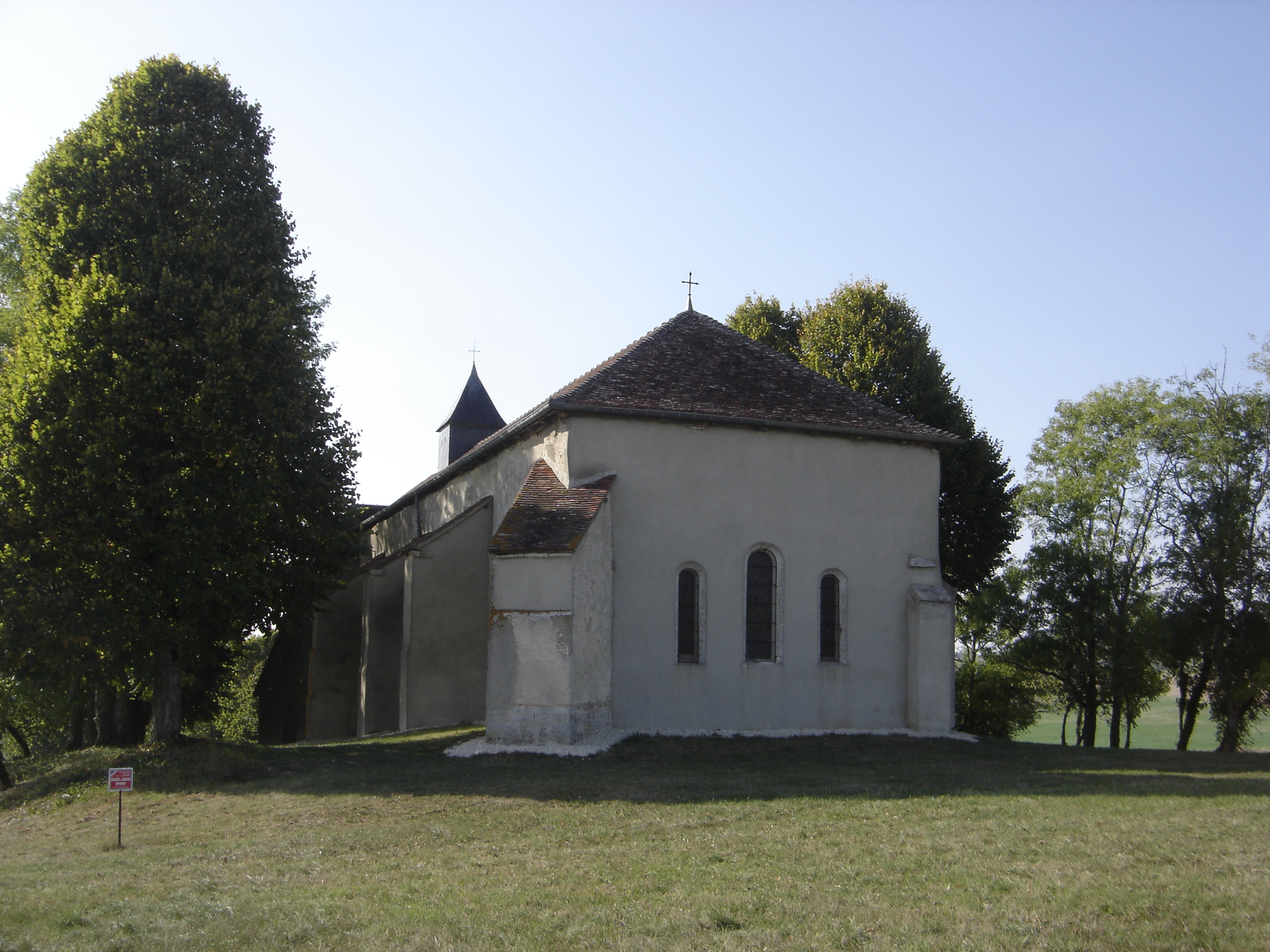
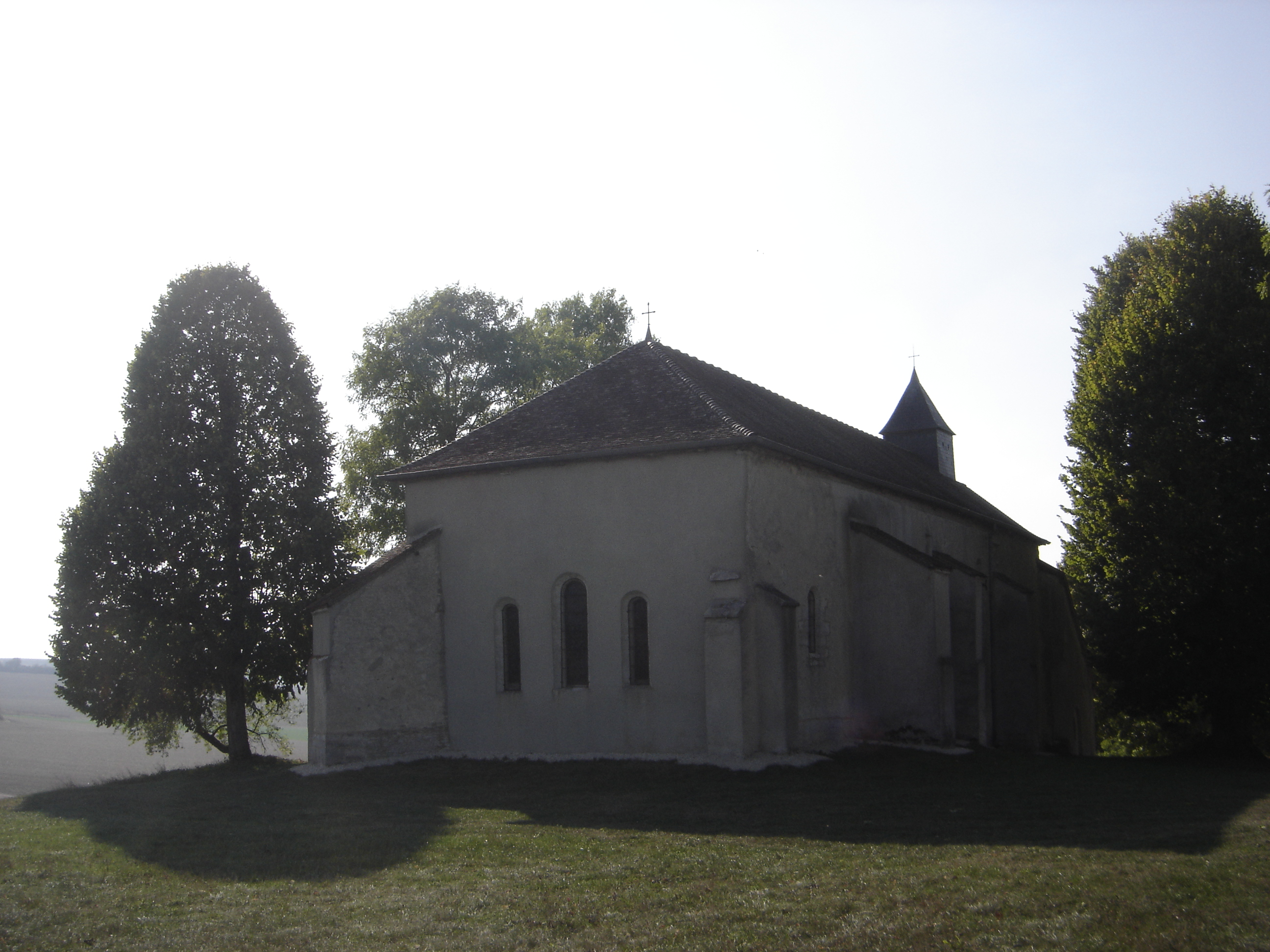

#### Autres lieux et monuments
On peut également citer l'église Saint-Laurent de Champignol qui renferme dix-neuf objets répertoriés à l'inventaire des monuments historiques et vingt-quatre objets répertoriés à l'inventaire général du patrimoine culturel, dont un ensemble campanaire de six cloches (Do3, Ré3, Mi3, Do4, Ré4, Ré#4). L'église Saint-Laurent a été reconstruite avec un chevet à l'ouest.

Église de Champignol-lez-Mondeville
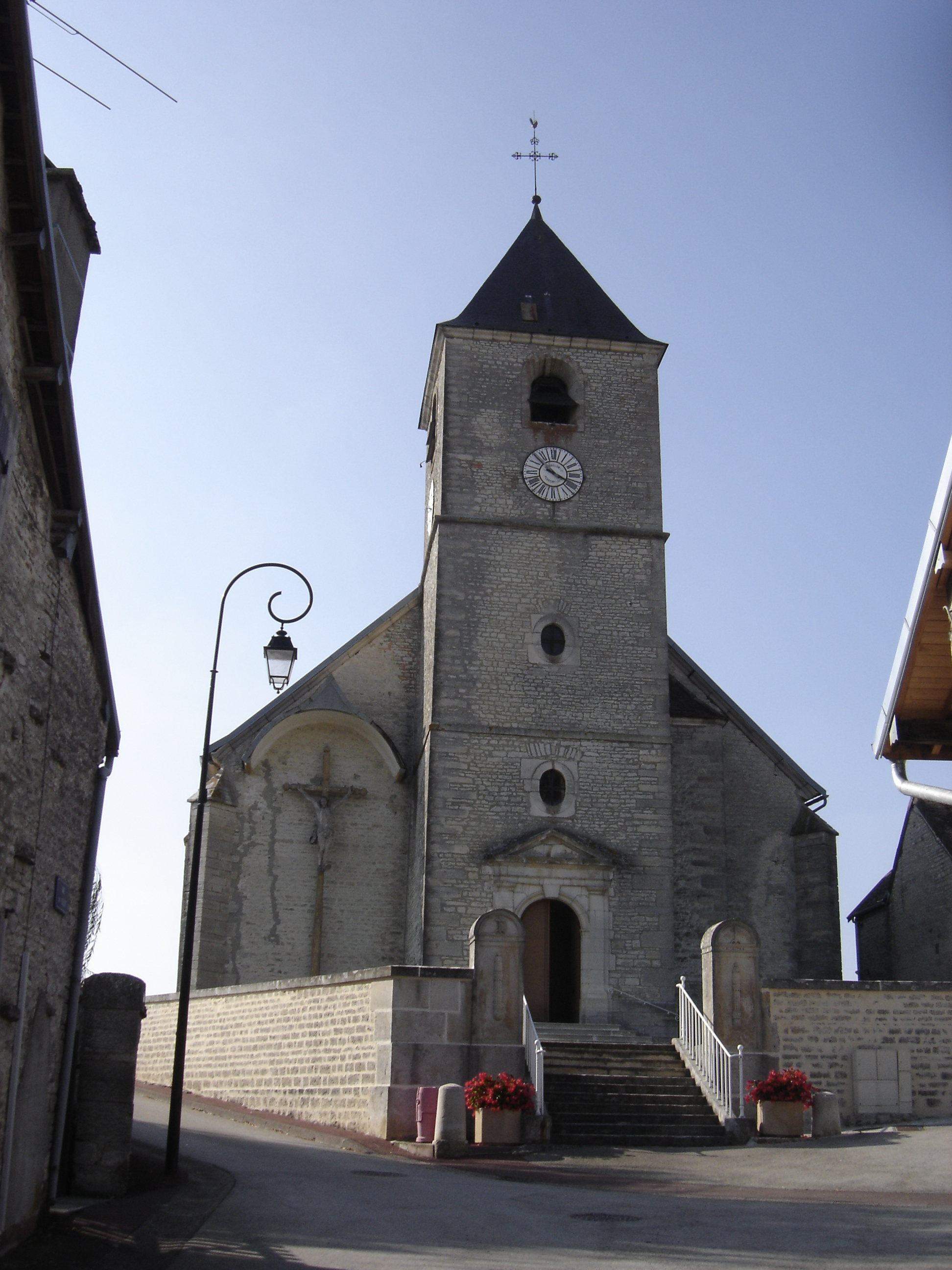
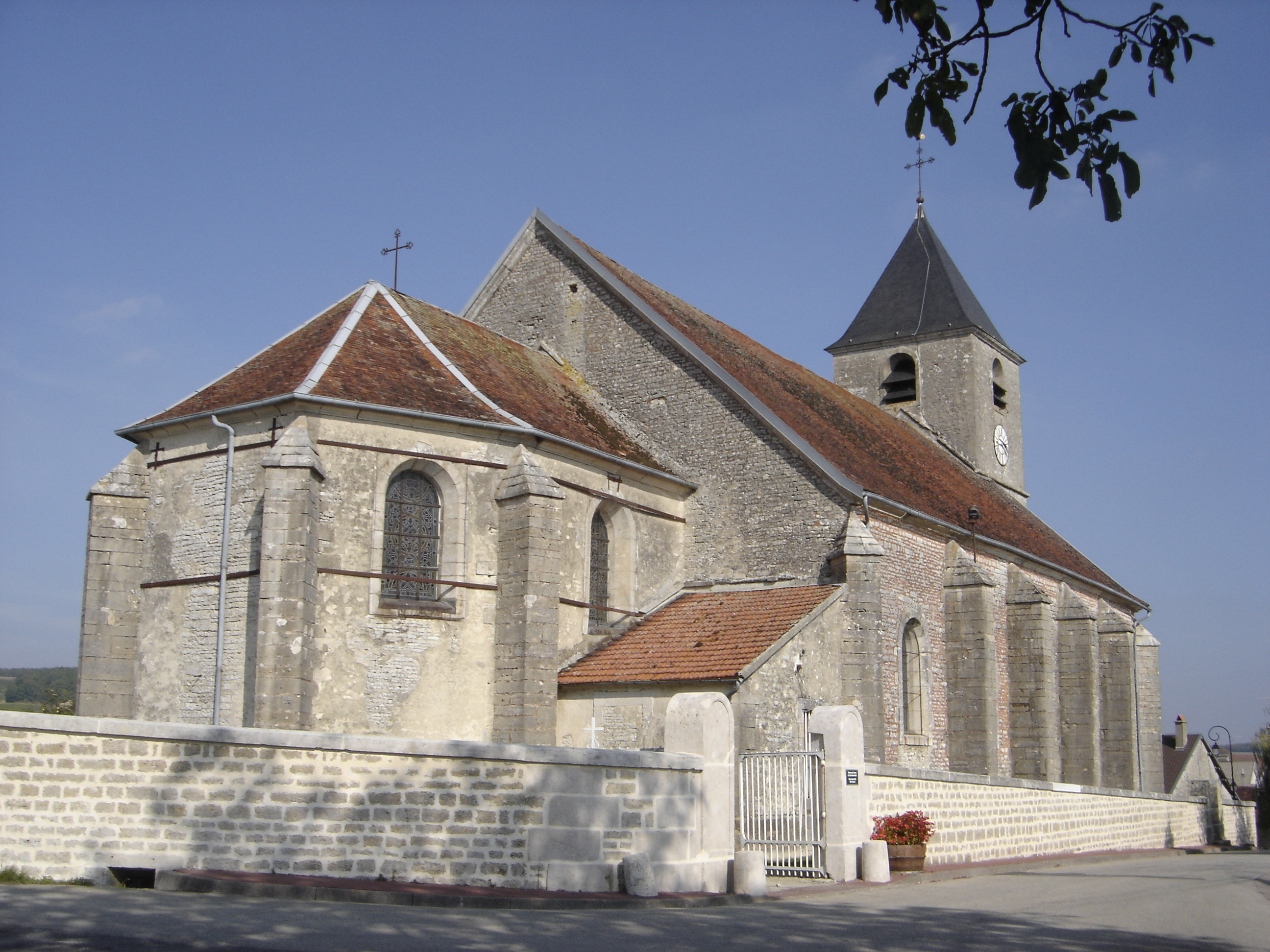
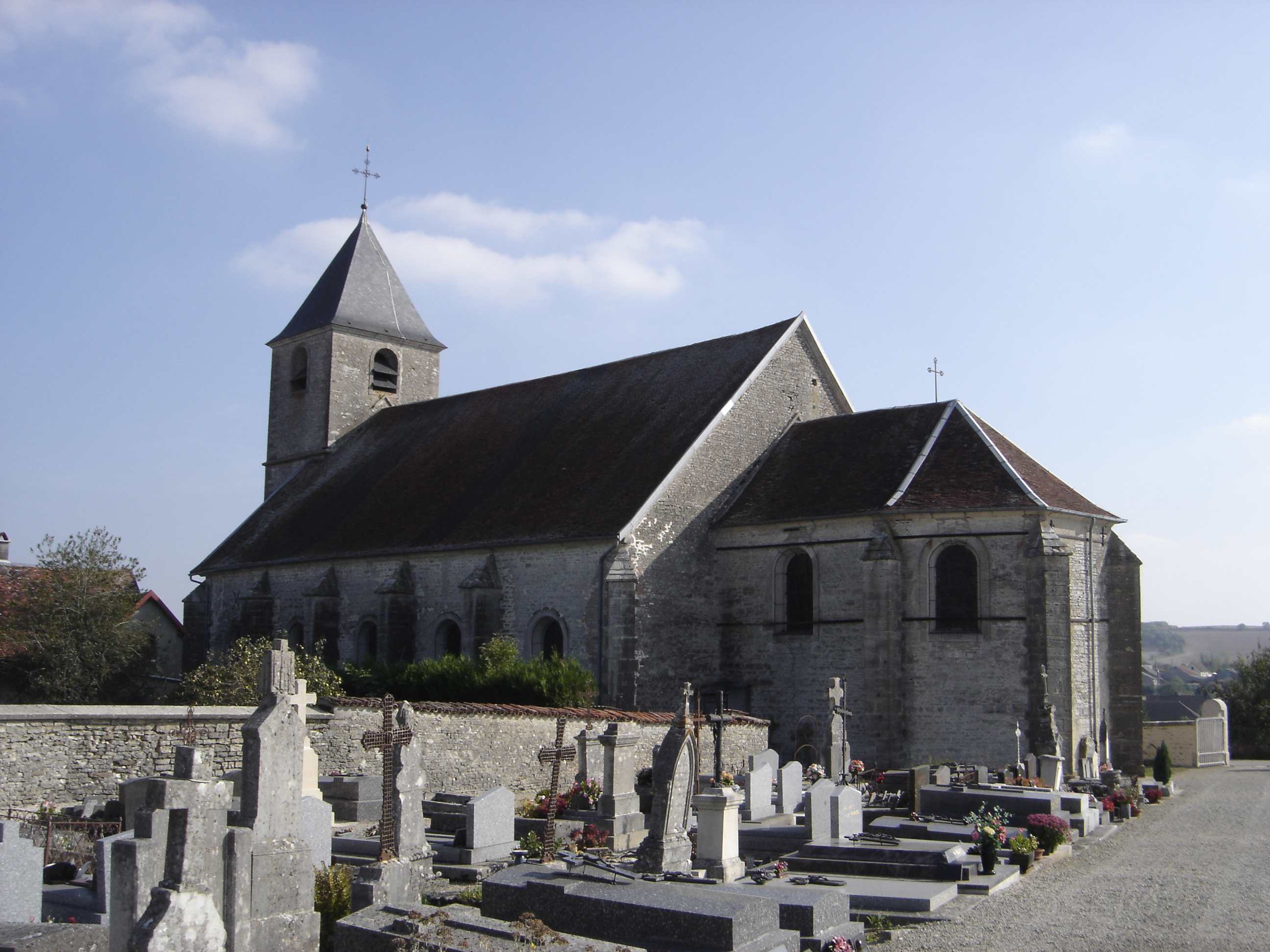
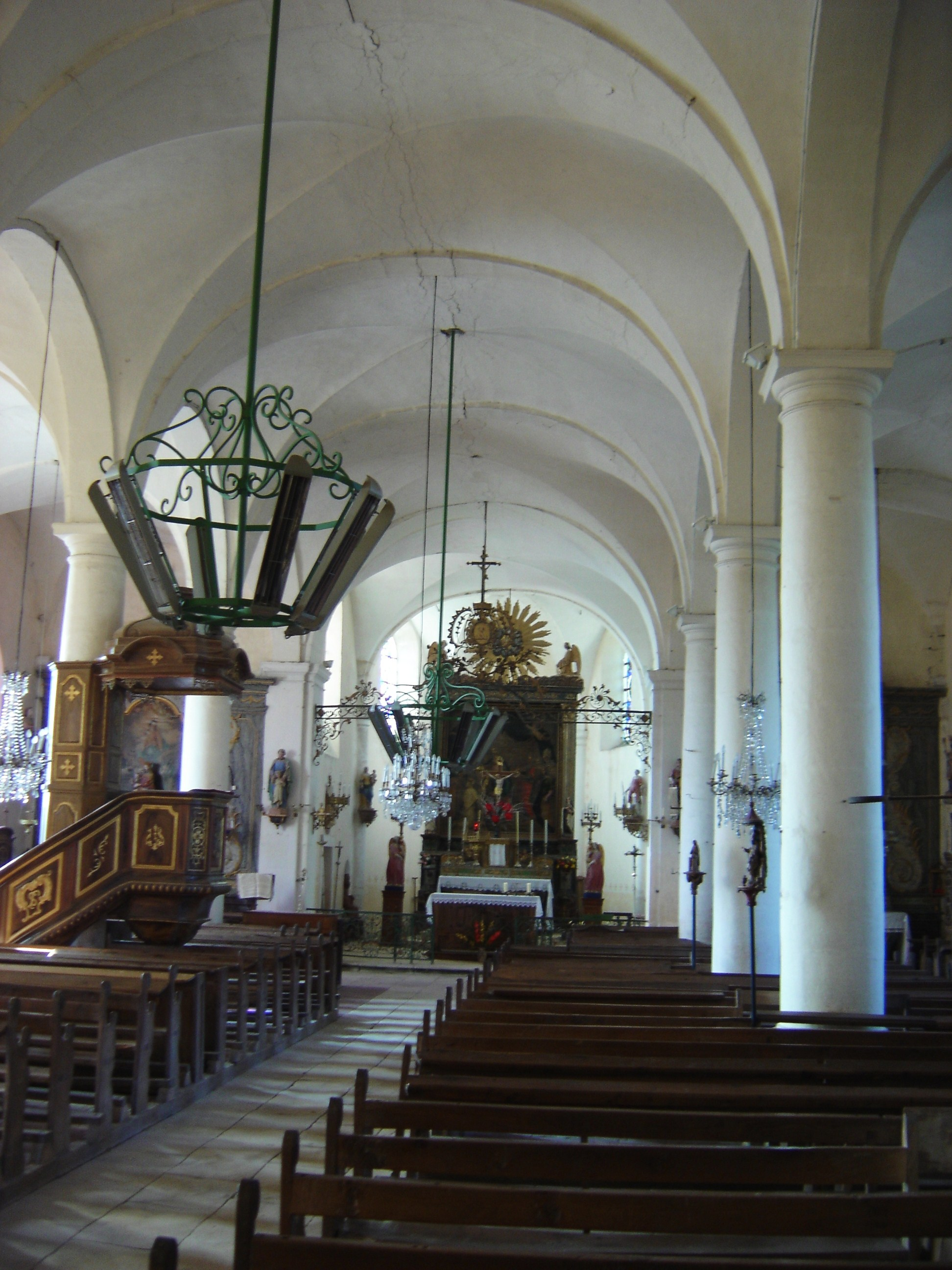

### Patrimoine naturel
L'ensemble du finage de Champignol est concerné par la zone Natura 2000 « Barrois et forêt de Clairvaux ». Il s'agît d'une zone de protection spéciale (ZPS).
L'origine de cette zone est la directive Oiseaux de 1979 qui demandait aux États membres de l’Union européenne de mettre en place des ZPS ou zones de protection spéciale sur les territoires les plus appropriés en nombre et en superficie afin d'assurer un bon état de conservation des espèces d'oiseaux menacées, vulnérables ou rares.
L'Office national des forêts (ONF) propose un « sentier découvertes » d'une longueur de deux kilomètres à travers les paysages forestiers du Barrois de la forêt de Champignol-lez-Mondeville. La côte des Bar, terre de champagne et de traditions offre de larges panoramas sur les coteaux couverts de forêts.

### Personnalités liées à la commune
- Pierre Riel de Beurnonville (1752-1821), pair de France, maréchal de France, né à Champignol-lez-Mondeville.
- Claude Lamblin (1937), homme politique, né à Champignol-lez-Mondeville.